# Вити Леву
Вити Леву (на английски: Viti Levu) е остров в югозападната част на Тихия океан, най-големият от групата острови Фиджи. Площта му е 10 388 km², а населението през 2022 г. – 740 000 души.
Островът е разположен в западната част на архипелага и има елипсовидна форма. Дължината му от запад на изток е 146 km, а ширината от север на юг – 106 km. На североизток широкият 61 km проток Ветуира го отделя от 2-рия по големина остров на архипелага Вануа Леву, а на юг протокът (с ширина 78 km) Кандава – от остров Кандава. Северозападно от него е разположена островната група Ясава, а източно – няколко десетки малки коралови островчета (Коро, Левука, Нгао и др.) в море Коро.
За разлика от повечето от островите на Океания, остров Вити Леву е с континентален произход. Изграден е основно от нагънати кристалинни скали, препокрити от лави. На острова са се съхранили угаснали вулкански конуси с височина до 1324 m – връх Томаниви (най-високата точка на Фиджи). По-голямата част от Вити Леву е с планински релеф, а покрай брега се простира тясна крайбрежна равнина. Често явление са земетресенията. Целият остров е обкръжен от мощни коралови рифове. Климатът е тропически влажен, със средна годишна температура 24° – 29°С и годишна сума на валежите 2000 – 3000 mm. Наветрените югоизточни склонове на планините са покрити с влажни тропични гори, в които виреят ценни дървесни видове, а северозападните, подветрени са заети от савана. Местното население отглежда захарна тръстика, банани, памук, кокосова палма. Разработват се находища на злато и манганова руда. На югоизточното му крайбрежие е разположен град Сува, столицата на Фиджи.
Остров Вити Леву се предполага, че е открит през февруари 1643 г. от видния холандски мореплавател Абел Тасман. Вторично островът е открит на 6 май 1789 г. от английския морски капитан Уилям Блай по време на неговото епично плаване с лодка, през Тихия океан, след бунта на екипажа на кораба „Баунти“.